# Колоденское
Колоденское — озеро в России, расположено на территории Череповецкого района Вологодской области. Является истоком реки Колоденки.

## Расположение
Расположено в окружении болот между истоками рек Колоденка, Уломка и Петух. Вблизи лежат небольшие озёра Беленец, Кортомое, Шировец, Ганье, Заводское, Кляпец, группа Малые озёра и крупное озеро Уломское. Представляет собой остаточное озеро Молого-Шекснинского водоёма.

## Физические характеристики
Площадь поверхности озера — 16,53 км² (по другим данным — 16,4 км²). Высота над уровнем моря — 114,2 метра. Площадь водосбора — 37 км². Размеры озера — 6,1 на 3,9 километров. Наибольшая глубина — 2,5 метра, средняя — 1,75 метра. Длина береговой линии — 18,8 км. Время обновления воды в озере — 3,6 года. Колебания уровня воды — 0,2 метра.

## Флора и фауна
Вода озера — низкоминерализованная, с кислой реакцией. Величина биомассы зоопланктона — 1 г/м³, видовой состав бедный. Ихтиофауна представлена окунем, щукой, плотвой и ершом.
Характерная флора озера и его окрестностей — вахта трехлистная, шейхцерия, белокрыльник, топяная и пузырчатая осоки, кизляк кистецветный, кубышка жёлтая и водный мох Phontynalis antipyretica.
Код объекта в государственном водном реестре — 08010200411110000003129.